# 小行星2954
小行星2954（2954 Delsemme）是一颗绕太阳运转的小行星，为主小行星带小行星。该小行星于1982年1月30日发现。
該小行星以比利時天文學家阿爾芒·于貝爾·德爾塞姆（Armand Hubert Delsemme）命名。

## 轨道参数
小行星2954的轨道半长轴为2.2870793 UA，离心率为0.195。